# ناقصة كاليفورنية
ناقصة كاليفورنية (الاسم العلمي:Amorpha californica) هي نوع نباتي يتبع جنس الناقصة من فصيلة البقولية.